# Винс Жиронда
Винсънт (Винс) Анселмо Жиронда (9 ноември 1917 г. – 18 октомври 1997 г.) е американски професионален бодибилдър, създател и собственик на известния Vince's Gym.

## Биография

### Ранни години и кариера
Винс Жиронда е роден в Бронкс, Ню Йорк на 9 ноември 1917 г. Докато е малък, семейството му се мести в Лос Анджелис, където баща му, каскадьор, получава предложение за участие в снимащия се тогава филм „Бен Хур“.
Винс също се пробва като каскадьор, но след като вижда снимка на Джон Гримек, осъзнава, че се нуждае от по-сериозно физическо развитие и на 22-годишна възраст се захваща с тренировки с тежести.
Първият фитнес, в който тренира, е местният YMCA. Винс тренира там около 8 месеца, преди да се премести в Easton brothers' gym, където бива обучен и започва работа като инструктор. Там експериментира с нови тренировъчни методи и отваря собствен фитнес в Холивуд, Калифорния, през 1948 г.

### Тренировъчна философия
Ивестен цитат на Жиронда е, че бодибилдингът е в 85% хранене. Той е от първите поддръжници на нисковъглехидратното хранене и препоръчва използването на множество добавки, включвайки изсушени чернодробни таблетки, кафяви морски водорасли, храносмилателни ензими и продукти от жлези. При определени обстоятелства би препоръчал до 3 дузини оплодени кокоши яйца на ден, заедно със сурово мляко. Големи количества оплодени кокоши яйца, според него, имали еквивалентен на стероида Дианабол анаболен ефект. Тази теория така и не е доказал с научни доказателства.
Мнозина смятат идеите му за нестандартни. Например, за разлика от повечето треньори, не препоръчва стандартни клекове за повечето трениращи мъже, твърдейки, че те водят до развите по-скоро на глутеусите и хълбоците, отколкото на бедрата. Изключение биха били само трениращи жени и някои от мъжете, които имат нужда от развитие на именно тези мускули. Обикновено Жиронда препоръчва сиси клекове, хакен клекове, предни клекове и специален клек, който той нарича бедрен клек – за развитие именно на бедрата.
Освен това е сред първите на бодибилдинг сцената, който твърди, че стандартните коремни преси не водят до развитие на коремните мускули.
Жиронда е против използването на стандартното повдигане от лег за трениране на гърдите и го смята за неефективно упражнение.
Вместо него предпочита гилотинната преса на Жиронда – упражнение, при което лостът се спуска към врата, вместо към самите гърди, а хватът е широк.
Той смята своите Жиронда кофички на V-образна стойка за най-подходящото упражнение за общо развитие на гръдните мускули (движението може да се смята за еквивалентно на повдигането от орбатен лег). Според Жиронда гърдите трябва да изглеждат като широки плочи, не отделни маси.
С настъпването на 1960-те години репутацията на Винс като персонален треньор нараства благодарение на възпитаниците му, които печелят всички важни състезания. Най-известният от тях е Лари Скот, който печели първото издание на IFBB „Мистър Олимпия“ през 1965 г. В залата на Винс тренират бодибилдъри като Джейк Стайнфилд, Лу Фериньо, Франк Зейн, Дон Хоуъртън и дори Арнолд Шварценегер.
Жиронда постепенно добива популярност като „Железният гуру“, което прозвище получава от фотожурналиста Дение Уолтър (Denie Walter).

### Състезателна история
- 1950 г. – първи на „Мистър Америка“
- 1951 г. – втори на „AAU (Аматьорски атлетически съюз) Мистър Америка“

### Треньор на звездите
Още в началото на 1950-те години Винс е добре известен като треньор едновременно на бодибилдинг шампиони и на телевизионни актьори. Твърди, че може да вкара трениращия във форма по-бързо от който и да било друг треньор и по тази причина филмовите студия ще започнат да му изпращат актьорите си.
Кратък списък на звездите, които са тренирали в залата на Бинс, включва Робърт Блейк, Клинт Ийстууд, Дензъл Уошингтън, Джеймс Гарнър, Браян Кейт, Томи Чонг и Ерик Естрада.